# S Tupy (T-1)
O S Tupy (S-11) foi um submarino construído em 1936 para a Marinha do Brasil.
O submergível construído na Itália pelo Estaleiro Odero - Terni, foi incorporado a Força de Submarinos em 10 de outubro de 1937, permanecendo ativo até 26 de agosto de 1959, data de sua desincorporação.